# 루이스 세풀베다
루이스 세풀베다(스페인어: Luis Sepúlveda, 1949년 10월 4일 ~ 2020년 4월 16일)는 칠레의 소설가이다.
1949년 칠레에서 태어났다. 학생 운동에 참여했던 그는, 당시의 많은 칠레 지식인들이 그러했듯이 오로지 목숨을 건지기 위해서 피노체트의 나라에서 도망쳐야 했다. 수년 동안 그는 라틴 아메리카를 여행하며 여러 일을 했고, 1980년 독일로 이주했다. 1989년 그는 살해당한 환경 운동가 치코 멘데스에게 바치는 소설 《연애 소설 읽는 노인》을 발표했다. 이 소설은 여러 문학상을 휩쓸며 세풀베다를 일약 전 세계적인 베스트셀러 작가의 반열에 올려놓았다.
이 소설은 여러 가지 점에서 이후 세풀베다의 주제와 스타일을 예고하는 것이었다. 즉 남미에서 유행한 〈마술적 리얼리즘〉풍으로 쓰이지 않은 점, 아마존의 정글이라는 대자연이 가져다주는 압도적인 매력을 능숙한 이야기꾼의 솜씨로 풀어낸 점, 독자를 끊임없이 긴장하게 하는 추리 소설적 기법, 〈양키〉로 대표되는 자연과 삶을 파괴하는 세력들에 대한 적대감 등 그의 소설들을 일관하는 주요한 특징들이 드러났던 것이다.
그의 다른 작품으로는 《모비 딕》에서 빌려 온 모티프를 뒤집어서 고래의 입장에서 인간의 자연 파괴를 고발한 《지구 끝의 사람들》(1989), 칠레와 독일을 무대로 한 일종의 누아르 소설인 《귀향》, 여행에 대한 정열과 이야기꾼으로서의 솜씨가 행복하게 결합된 《파타고니아 특급 열차》(1995), 깔끔한 킬러가 사소한 감정 때문에 위기를 맞는 과정을 통해 사랑의 부재를 닦달하는 세계를 풍자한 《감상적 킬러의 고백》(1996), 동화 《갈매기에게 나는 법을 가르쳐 준 고양이》(1996), 단편집 《외면》(1997) 등이 있다. 그의 모든 책은 전 세계적으로 폭발적인 반응을 얻어 왔고 《연애 소설 읽는 노인》은 1998년 전 세계 베스트셀러 집계에서 8위를 차지했다. 그는 1997년 이후에 스페인에 이주하여 가족과 함께 살았으며, 2020년 코로나바이러스감염증-19로 인하여 사망하였다.

## 작품 목록

### 소설
- 연애소설 읽는 노인 Un viejo que leía novelas de amor(1989)

열린책들(2001) 정창 옮김｜ISBN 978-89-329-0936-3
- 지구 끝의 사람들 Mundo del fin del mundo(1989)

열린책들(2003) 정창 옮김｜ISBN 978-89-329-0503-7
- 귀향 Nombre de torero(1989)

열린책들(2001) 정창 옮김｜ISBN 978-89-329-0344-6
- 감상적 킬러의 고백 Diario de un killer Sentimental(1996)

열린책들(2001) 정창 옮김｜ISBN 978-89-329-0345-3
- 핫 라인 Hot Line(2005)

열린책들(2005) 권미선 옮김｜ISBN 978-89-329-0606-5
- 우리였던 그림자 La Sombra de Lo Que Fuimos(2009)

열린책들(2012) 엄지영 옮김｜ISBN 978-89-329-0345-3

#### 단편집
- 파타고니아 특급 열차 Patagonia Express(1995)

열린책들(2003) 정창 옮김｜ISBN 978-89-329-0504-4
- 외면 Desencuentros(1997)

열린책들(2004년) 권미선 옮김｜ISBN 978-89-329-0548-8
- 소외 Historias marginales(2000)

열린책들(2005) 권미선 옮김｜ISBN 978-89-329-0607-2
- 알라디노의 램프 LA LÁMPARA DE ALADINO(2008)

열린책들(2010년) 권미선 옮김｜ISBN 978-89-329-1044-4

### 동화
- 갈매기에게 나는 법을 가르쳐 준 고양이(1996)

### 공동 집필
- 그림 형제 최악의 스토리 Los peores cuentos de los hermanos Grim

열린책들(2007년) 마리오 델가도 아파라인 공저｜권미선 옮김｜ISBN 978-89-329-0742-0